# Me So Horny
Singles de 2 Live Crew
Move Somethin'
(1988) Yakety Yak
(1989)
Me So Horny (en français Moi être tellement chaude) est un single du groupe de rap américain 2 Live Crew sorti en 1989. La chanson se classe à la première place du Billboard Hot Rap Tracks aux États-Unis et à la première place des ventes de singles aux Pays-Bas. La chanson échantillonne Firecracker de Mass Production, une réplique du film britannico-américain Full Metal Jacket de Stanley Kubrick et de Which Way Is Up? de Richard Pryor.

## Classements dans les hits-parades
| Classements (1989-1990)                | Meilleure position position |
| -------------------------------------- | --------------------------- |
| États-Unis (Hot 100)                   | 26                          |
| États-Unis (Hot Rap Tracks)            | 1                           |
| États-Unis (Hot Dance Music/Club Play) | 5                           |
| États-Unis (R&B/Hip-Hop Songs)         | 34                          |
| Nouvelle-Zélande (RMNZ)                | 31                          |
| Pays-Bas (Nederlandse Top 40)          | 1                           |